# Marcusenius kainjii
Marcusenius kainjii és una espècie de peix poc freqüent pertanyent a la família dels mormírids i a l'ordre dels osteoglossiformes.

## Etimologia
Marcusenius fa referència a l'alemany Johann Marcusen (el primer ictiòleg a estudiar els mormírids de forma sistemàtica), mentre que l'epítet kainjii al·ludeix al llac Kainji, un llac artificial al curs inferior del riu Níger a Nigèria.

## Descripció
Fa 30 cm de llargària màxima.

## Hàbitat i distribució geogràfica
És un peix d'aigua dolça, demersal i de clima tropical, el qual viu a Àfrica: és un endemisme del llac Kainji a Nigèria.

## Observacions
És inofensiu per als humans, pescat al llarg de les ribes del llac Kainji i el seu índex de vulnerabilitat és baix (25 de 100).